# Maurycy Pusch

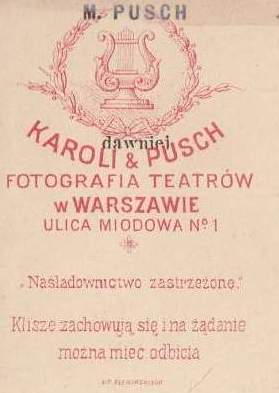
Winieta na rewersie fotografii z atelier Maurycego Puscha, dawniej Karolego i Puscha

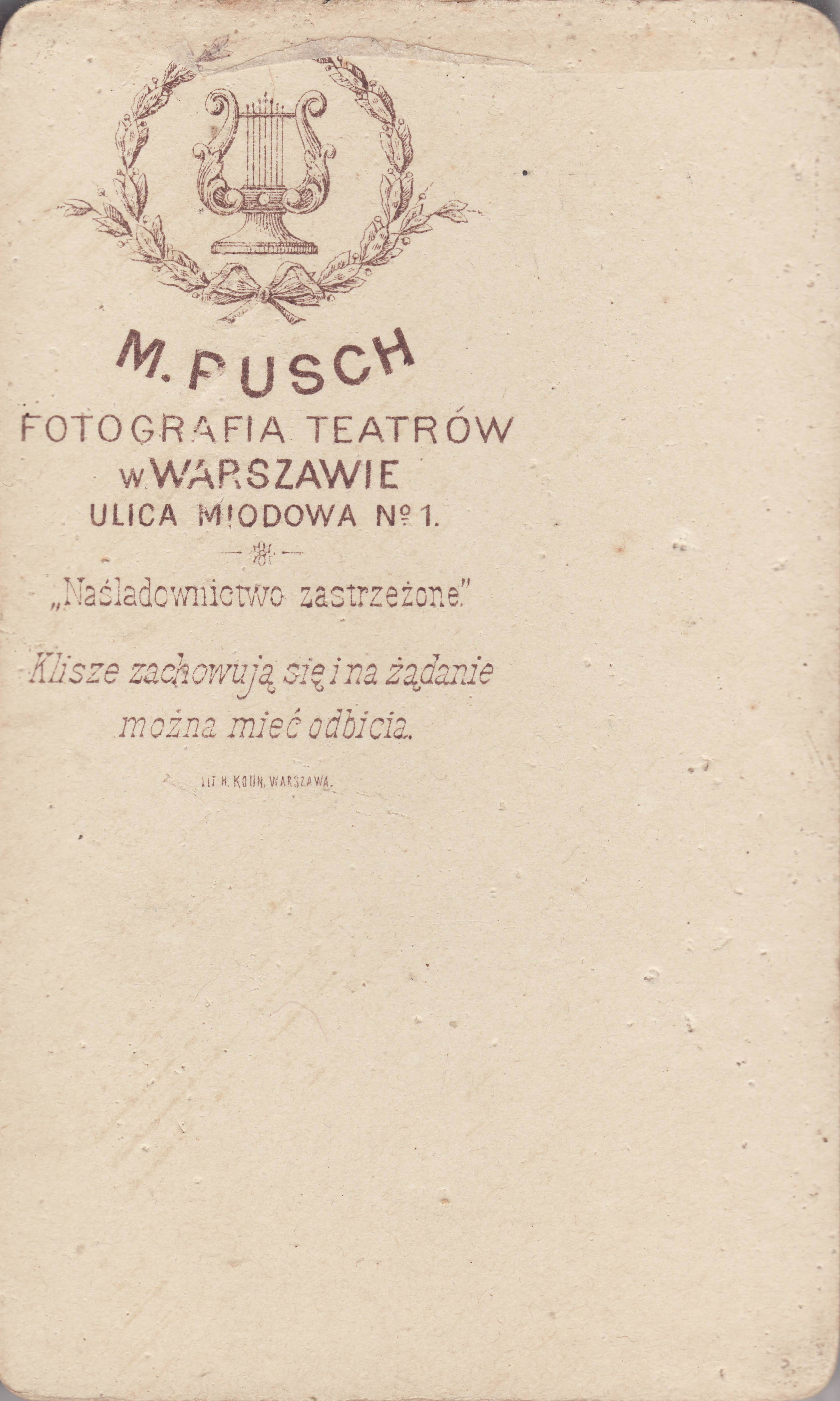
Fotografia z zakładu Puscha i jej Winieta na rewersie.

Maurycy Pusch (ur. 1828, zm. koniec grudnia 1901 lub początek 1902 w Warszawie) – warszawski litograf i fotograf.

## Życiorys
W zakładzie litograficznym Adama Dzwonkowskiego (zakład przy ulicy Miodowej nr hip. 482 istniał w latach 1859–1872) wykonał m.in. Portret Królowej Wiktorii, Portret Lorda Palmerstona, Portret Napoleona III. Współpracował z zakładem litograficznym Juliusza Volmara Flecka, w którym wykonał m.in. rycinę Portret Józefa Korzeniowskiego.
Fotografii uczył się u Józefa Giwartowskiego, właściciela pierwszego w Polsce (1841) zakładu dagerotypowego. Przewodnik warszawski informacyjno-adresowy na rok 1870 Wiktora Dzierżanowskiego wymienia Puscha już jak fotografa. W latach 1882–1892 prowadził wspólnie z Aleksandrem Karolim zakład fotograficzny przy ul. Miodowej 4 pod szyldem Karoli i Pusch – Fotografia Teatrów Rządowych w Warszawie, specjalizujący się w fotografii teatralnej, ale działający głównie jako otwarty zakład fotograficzny. Po 1892 r. prowadził zakład samodzielnie pod nazwą M. Pusch – Fotografia Teatrów w Warszawie przy ul. Miodowej 1, po śmierci prowadziła Jadwiga Grębczewska. Około roku 1911 przeniosła je do nowej siedziby przy ulicy Marszałkowskiej 131 i kontynuowała dziaalnośc do roku ok. 1914.
Jest autorem licznych widoków Warszawy. Wiele jego fotografii, zwłaszcza portretów, było wzorem do drzeworytów zamieszczanych w warszawskich czasopismach. Działał społecznie, m.in. w Warszawskiej Kasie Przezorności i Pomocy dla Fotografów.